# Batalla de Saint-Cyr-en-Talmondais

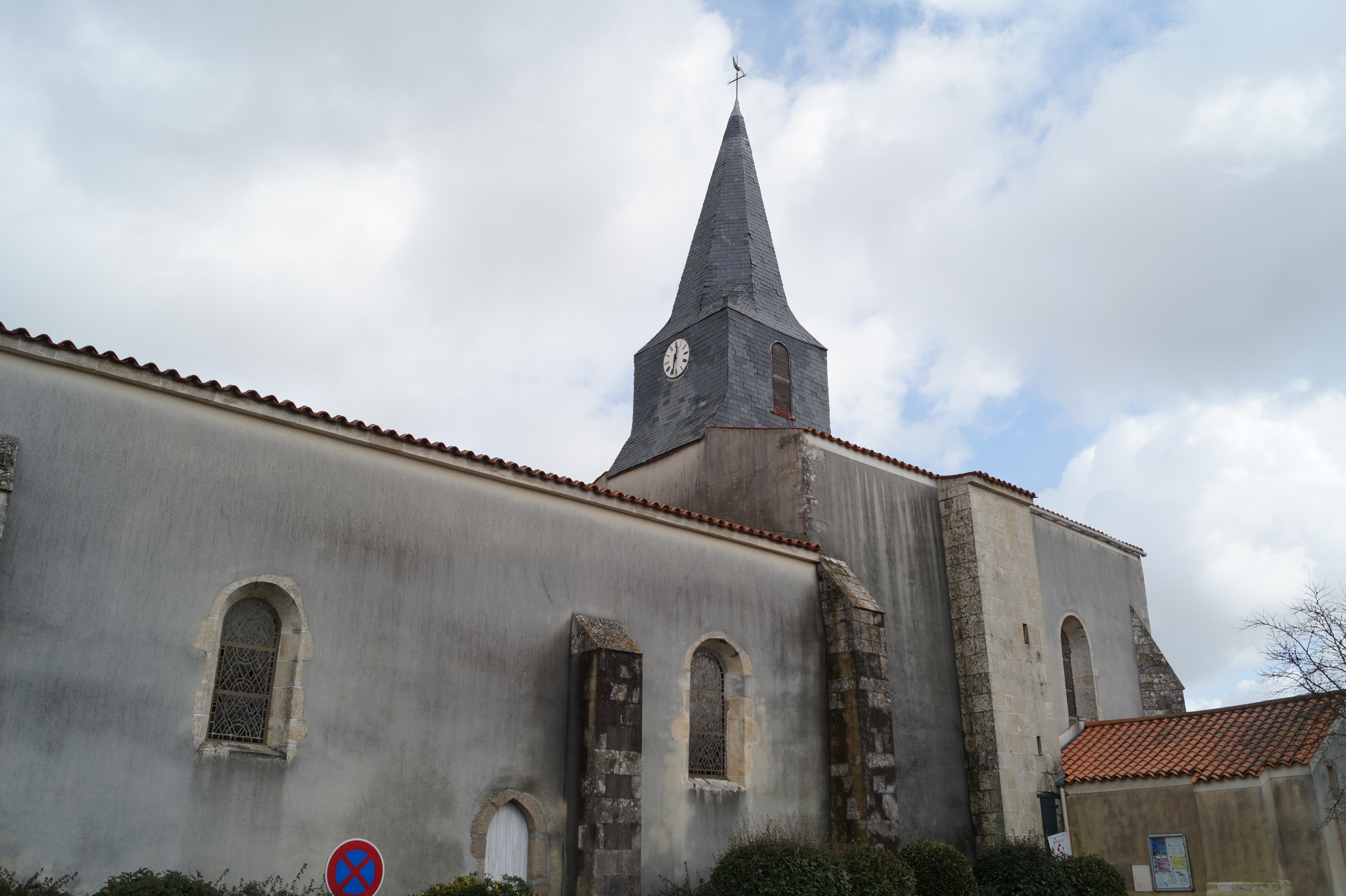
L'església de Saint-Cyr-en-Talmondais, que fou tant important en aquesta batalla

La batalla de Saint-Cyr-en-Talmondais va tenir lloc el 25 de setembre de 1795 durant la revolta de La Vendée. Acabà amb la victòria dels republicans que repel·liren un atac dels Vendeans contra la ciutat de Saint-Cyr-en-Talmondais.

## Preludi
El setembre de 1795, Charette es va assabentar que una flota britànica havia arribat a la costa de la Vendée, amb regiments i emigrants britànics a bord comandats pel comte d'Artois (després Carles X de França). Reuneix el seu exèrcit, que aviat és reforçat per tropes de l'Exèrcit del Centre comandat per Béjarry, i decideix fer-se amo de la costa per promoure el desembarcament del príncep.
L'exèrcit parteix i s'atura el 24 de setembre als erms de La Boissière, a prop de Champ-Saint-Père. No es coneixen amb certesa les raons que empenyen els Vendeans a decidir l'atac al districte de Saint-Cyr-en-Talmondais. Per a Le Bouvier-Desmortiers, la iniciativa es va deure a la "tossuderia de Guérin" i el moviment va tenir lloc "en contra dels consells del general". Per a l'oficial de la Vendée, Pierre-Suzanne Lucas de La Championnière, "per no desanimar les tropes que havíem bressolat" de l'esperança de veure desembarcar el comte d'Artois, Charette. "Va fer veure que tenia altres dissenys que el d'arribar a la vora del mar i, segons els consells del seu consell, va atacar Saint-Cyr"
Els Vendeans van acampar durant la nit a Champ-Saint-Père, però els soldats van provocar accidentalment un incendi que llença l'alerta a tot el país.

## Forces en presència
Saint-Cyr-en-Talmondais és defensada per 400 soldats republicans d'acord a Lluc de la Championnière i Le Bouvier-Desmortiers maig, juliol, però els informes republicans els ha fixat en 200 homes de la 157ª mitjana brigada març. Aquest últim es va refugiar a l'església del poble, els millors tiradors posats al campanar. Les forces dels reforç de Luçon comandats pel general Henri-Pierre Delaage són 900 homes segons l'informe [nota A 1] del general Emmanuel de Grouchy.
Els Vendeans formen de 8.000 a 9.000 infants i 900 de cavalleria segons Grouchy. Es divideixen en tres cossos. El primer, dirigit per Charette, es troba davant del Château du Givre. El segon, comandat per Couëtus, La Robrie i Lecouvreur, va prendre posició amb 1.500 homes a prop de La Bretonnière-la-Claye, a la carretera de Luçon, per tal de fer retrocedir els reforços. El tercer cos, dirigit pe rLouis Guérin, va atacar directament la ciutat de Saint-Cyr.

## Procediment
Els Paydrets dirigits per Louis Guérin entren al poble que troben desert, tots els habitants han fugit o s'han refugiat a l'església. Els reben els trets de soldats republicans posicionats a l'església, on les espitlleres van ser foradades. Els Vendeans van intentar en va apropar-se a l'església, però alguns van morir i els homes vestits amb uniformes vermells britànics van patir pèrdues particularment importants. Finalment, els Vendeans es van refugiar a les cases, des d'on van disparar inútilment durant mitja hora. Llavors van intentar calar foc a algunes cases perquè fossin amagades pel fum, però l'intent va fracassar a causa del desordre que regnava entre les tropes.
Al seu torn, Charette va guanyar el poble de Saint-Cyr, però els seus homes van obrir foc per error contra els de Guérin abans de comprendre el seu error. Com que l'exèrcit de la Vendée no tenia armes, Charette no va veure cap manera d'agafar l'església i els seus soldats van començar a fugir. En aquest moment, Louis Guérin cau mort davant l'església. Segons Lucas de La Championnière, va ser copejat dues vegades al pit. Segons els republicans, va ser afusellat pel caporal Marca, ja que havia avançat per sumar els republicans. Segons Grouchi, un altre parlamentari fa matar el cavall sota seu i quatre homes són abatuts mentre intentaven alliberar-lo.
Durant dues hores, els Vendeans s'enfronten a les defenses republicanes sense aconseguir dur a terme la mínima progressió. Per la seva banda, el general Henri-Pierre Delaage va reunir 900 soldats a Luçon i va anar a trobar els vendeans que va trobar a La Bretonnière-la-Claye. Els infants republicans s'amaguen darrere del matollar, al poble de Baraudières, mentre l'artilleria lleugera i la cavalleria es desplacen a la ruta. Els Vendeans intenten passar els republicans pels seus drets lliures passant per la vall de Béraudières, però són repel·lits per les reserves republicanes. Manipulats per l'artilleria contrària, els Vendeans van acabar retirant-se a Saint-Cyr després d'una càrrega de baioneta dels republicans.
Al seu torn, els defensors de l'església van aprofitar el desordre per fer una sortida i provocar la retirada general dels Vendéens.

## Pèrdues
Les pèrdues de la Vendée són segons els republicans de 140 morts. Emmanuel de Grouchy els porta a 200 morts, inclosos 52 davant l'església. Per a Amédée de Béjarry, net del comandant de la Vendée Amédée-François-Paul de Béjarry, els Vendeans van deixar diversos centenars de morts. Atribueix aquestes fortes pèrdues a la massa obstinació de Charette. Segons els informes republicans, les pèrdues de les seves tropes són d'un granader mort i 14 ferits, inclosos tres mortalment.
A les seves memòries [nota A 2], l'oficial de Vendée, Pierre-Suzanne Lucas de La Championnière, escriu: "Aquesta batalla pot passar per una de les més desastroses, no pel nombre de morts, sinó per la qualitat dels que hi vam perdre". Entre els abatuts hi ha Louis Guérin, el cos del qual està enterrat a Bourg-sous-la-Roche, el jove Guinebault de La Grossetière, de 17 anys, Carlemany Gabriel Charette dit Boisfoucaud i La Voute, recentment desembarcat a la Vendée.